# Durruti en la Revolución Española
Durruti na revolução espanhola é uma biografia de Buenaventura Durruti anarco-sindicalista, escrito por Abel Paz. A primeira edição em castelhano (a língua em que a obra foi escrita) foi publicada em 1978 sob o título de Durruti: o proletariado armado, apesar de anteriormente terem sido publicadas várias traduções, a primeira para o francês em 1972.
O livro é dividido em quatro partes que analisam cada um dos períodos diferentes que Abel Paz divide a vida de Durruti:
- Primera parte: O rebelde (1896-1931)
- Segunda parte: O militante (1931-1936)
- Terceira parte: O revolucionario (19 de julho a 20 de novembro de 1936)
- Quarta parte (epílogo): A morte de Durruti

## Referencias
1. ↑  Durruti na revolução espanhola